# Marwees
Marwees ist der Name eines Berggrates des Alpstein-Massivs im Kanton Appenzell Innerrhoden in der Schweiz. Der Grat verfügt am West-Ende über einen etwas markanteren Gipfelaufbau auf die Maximalhöhe von 2056 Metern und bildet die linke Flanke der Normalansicht des Seealpsees. Über die Bogartenlücke von Osten oder vom Widderalpsattel im Westen kann man auf einen hochalpinen, blau-weiss markierten Wanderweg gelangen, welcher einen grossen Teil des Grates überschreitet.